# Gabino Ezeiza
Gabino Ezeiza (Buenos Aires, 19 de fevereiro de 1858 - Buenos Aires, 12 de outubro de 1916), foi um payador (trovador, cantador) argentino.
É uma das legendas da história artística argentina. Considerado o maior dos payadores, tem vinculação com o tango por inserir a milonga no meio dos desafios de trovas. Começou a atuar com quinze anos , circulando por diversos povoados argentinos e uruguaios , também frequentando teatros e até circos , sempre com o seu violão. Enfrentou vários rivais de renome como Juan de Nava (pai de Arturo de Nava), Nemesio Trejo, Pablo Vázquez e Maximiliano Santillán. Teve sua aparição no disco nos primórdios da indústria fonográfica argentina. Era conhecido como El negro Ezeiza , por causa da cor de sua pele. Em 1922, a dupla Gardel-Razzano gravou Heróico Paysandú, um dos seus maiores êxitos.